# Pánev (geomorfologie)

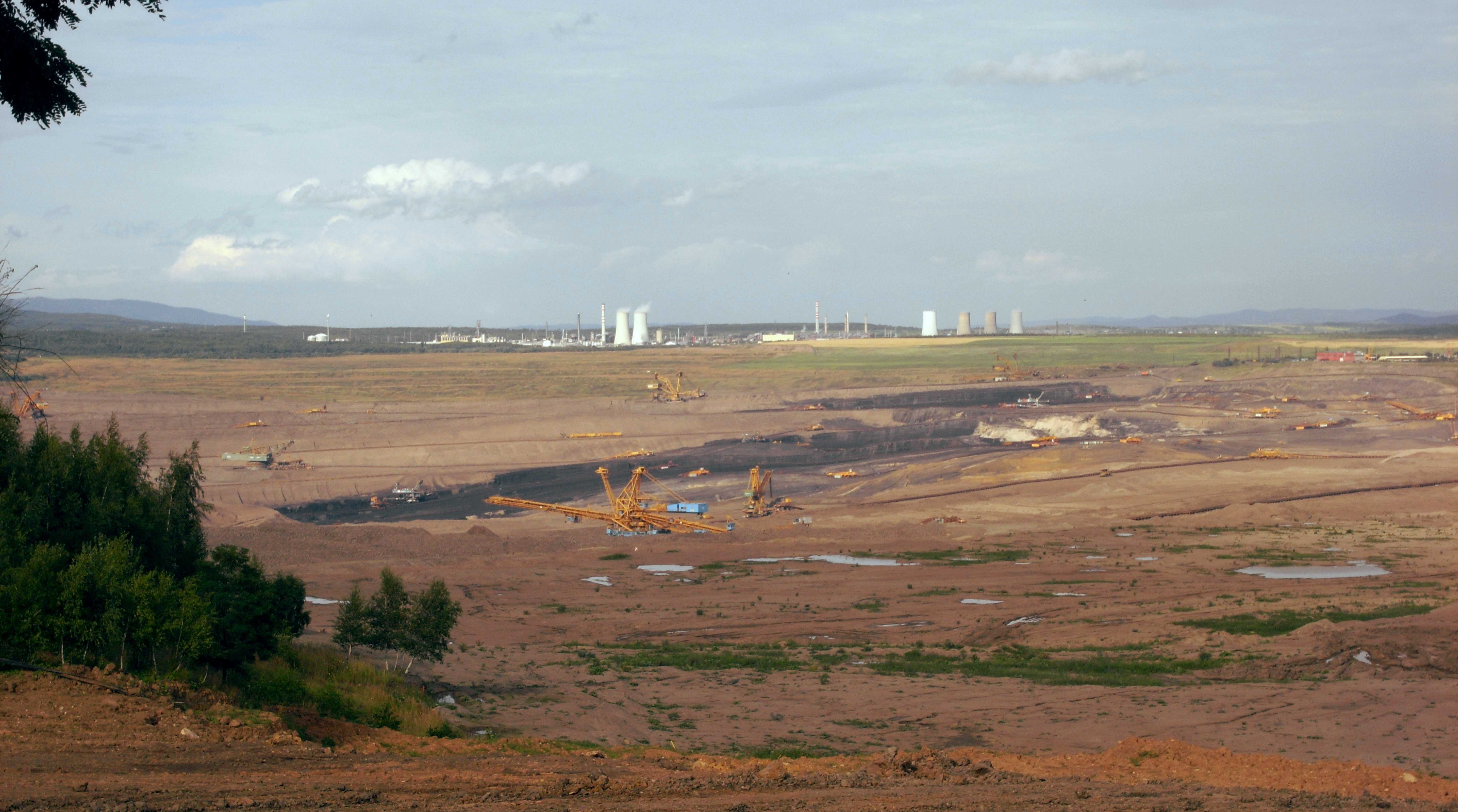
Mostecká pánev poblíž Jezeří

Pánev je v geomorfologii poměrně rozsáhlá sníženina, která vznikla tektonickým prohybem zemské kůry. Pánve jsou zpravidla vyplněny usazeninami mladšími, než jsou horniny jejich vyššího lemu. Jedná se o tvar reliéfu vznikající na zvrásněných horninách. Pánev je deprese kruhového nebo oválného půdorysu, pro kterou je typické synklinální uložení hornin. Na okrajích pánve obvykle vznikají mírně ukloněné plochy tzv. kuesty.

## Výskyt
Typickým příkladem pánví v Česku jsou Podkrušnohorské (Chebská, Mostecká a Sokolovská) nebo Jihočeské pánve, z geologického hlediska i rozsáhlá Česká křídová pánev. V zahraničí je to např. Panonská pánev, Velká pánev či Sečuánská pánev.